# Omar Ortega
Omar Ortega, född 13 december 1960, är en argentinsk friidrottare. Han deltog vid olympiska sommarspelen 1984.